# Oreshnik
Oreshnik (em russo: Орешник, lit. 'Árvore de avelã'), é um míssil balístico de alcance intermediário (IRBM) russo caracterizado por sua velocidade relatada excedendo Mach 10 (12.300 km/h; 7.610 mph; 3,40 km/s), de acordo com os militares ucranianos. O míssil é equipado com seis ogivas, cada uma contendo submunições, e é descrito como altamente difícil de interceptar. A vice-secretária de imprensa do Pentágono, Sabrina Singh, identificou o Oreshnik como uma variante do míssil quase balístico RS-26 Rubezh. Um especialista em defesa da Universidade de Oslo sugeriu que ele provavelmente incorpora não mais do que 10% de novos componentes.
O presidente russo, Vladimir Putin, enfatizou a importância estratégica do Oreshnik, anunciando em 22 de novembro de 2024 planos para iniciar a produção em massa.

## Primeiro uso operacional
O Oreshnik viu seu primeiro uso operacional confirmado em 21 de novembro de 2024, durante a Guerra Russo-Ucraniana. O míssil foi empregado em um ataque à instalação PA Pivdenmash da Ucrânia em Dnipro. Inicialmente, os relatórios ucranianos especularam que o ataque envolveu um míssil balístico intercontinental; no entanto, avaliações subsequentes identificaram o Oreshnik como a arma usada.

### Detalhes do lançamento
O míssil foi lançado do Oblast de Astrakhan, provavelmente o campo de treinamento de Kapustin Yar. Segundo informações, ele transportava uma carga útil de veículos de reentrada múltiplos independentemente direcionáveis (MIRV), conforme sugerido por filmagens não verificadas. No entanto, análises posteriores indicaram que o ataque pode não ter envolvido explosivos e foi potencialmente pretendido como uma demonstração política.

## Capacidades e desafios

### Dificuldades de interceptação
A carga útil MIRV do míssil o distingue de outros mísseis com capacidade nuclear usados contra a Ucrânia, tornando-o excepcionalmente desafiador de interceptar, de acordo com um diretor do Center for Strategic and International Studies (CSIS). Analistas militares ucranianos declararam que o Oreshnik viaja pela atmosfera superior, indetectável pelos sistemas de defesa aérea da Ucrânia. Essa capacidade torna a interceptação efetivamente impossível. Relatos de testemunhas oculares descreveram explosões prolongadas com duração de até três horas.

### Natureza experimental
Apesar de seus recursos avançados, autoridades dos EUA notaram que o Oreshnik permanece em estágio experimental. Acredita-se que a Rússia possua apenas um número limitado de unidades, tornando improvável a implantação regular contra a Ucrânia.